# Phytodietus varicolor
Phytodietus varicolor är en stekelart som beskrevs av André Seyrig 1935. Phytodietus varicolor ingår i släktet Phytodietus och familjen brokparasitsteklar. Inga underarter finns listade i Catalogue of Life.